# Finsbury Chapel

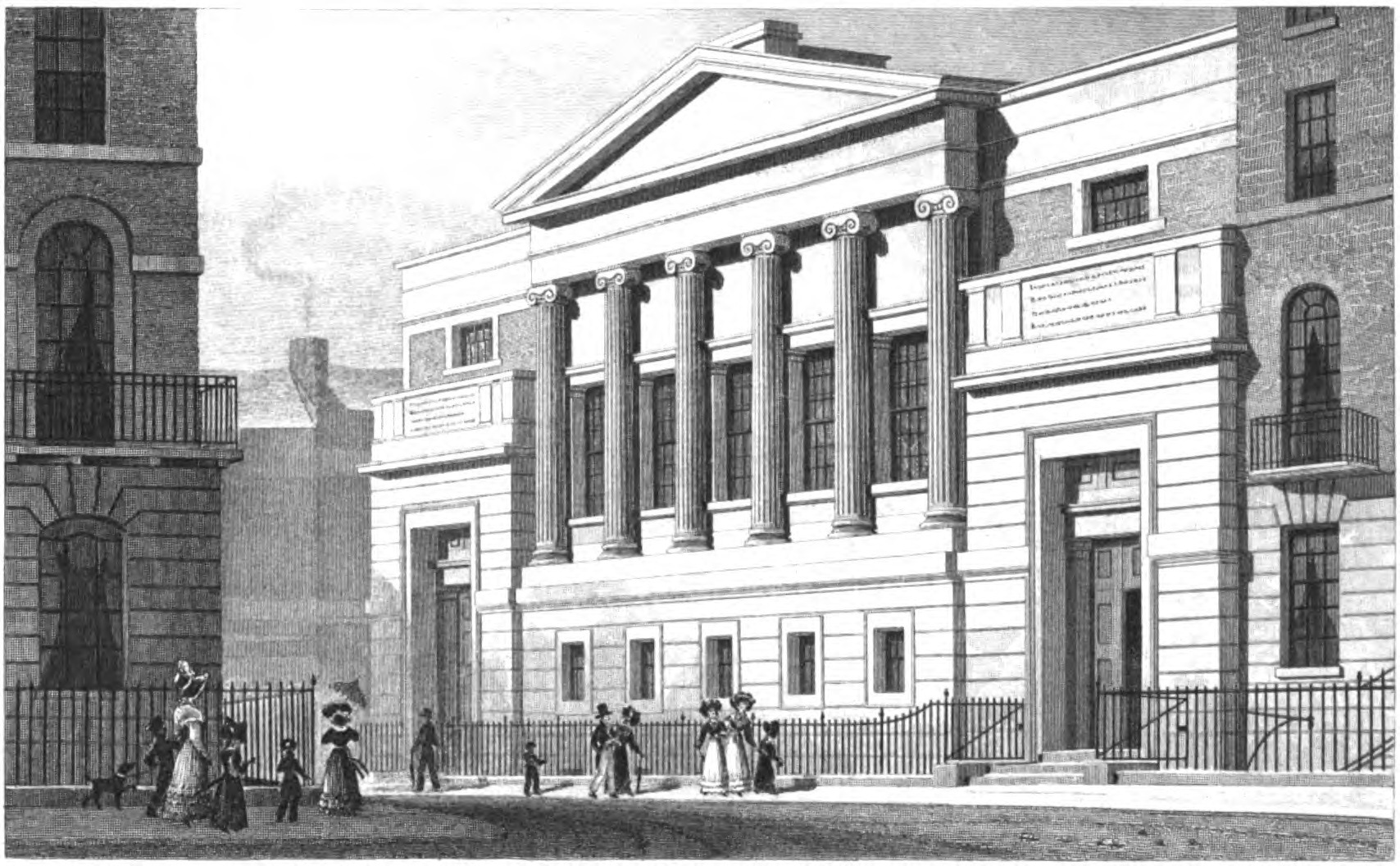
Fassade der Finsbury Chapel, Stahlstich von Thomas Barber

Die Finsbury Chapel, auch Congregational Chapel oder Finsbury Congregational Chapel oder Fletcher’s Chapel genannt, war eine Kirche der schottischen Calvinisten in London. Das im klassizistischen Stil errichtete Gotteshaus befand sich an der Südseite der Einmündung der östlichen Zufahrt zum Finsbury Circus (der East Street) in die Blomfield Street. Zur Kirche gehörte das Missionshaus der London Missionary Society und die Congregational Library auf der gegenüberliegenden Straßenseite, wo auch das erste Gebäude der römisch-katholischen Kirche St Mary Moorfields stand.

## Geschichte
Die Finsbury Chapel wurde mit zwei Gottesdiensten am Morgen und Abend des 6. Dezember 1826 eröffnet und ersetzte die der Congregation verloren gegangene Albion Chapel. Der Bau wurde errichtet, als Alexander Fletcher Reverend der Gemeinde war. Er legte auch den Grundstein.
Architekt der Kirche war William Brooks, der auch das Gebäude der London Institution am Finsbury Circus entwarf.

## Gebäude
Der beinahe kreisrunde Gottesdienstraum bot 3.500 Plätze, davon 1.700 im Schiff, 1.300 in der sieben Bankreihen beinhaltenden Hauptgalerie und nochmal 500 in einer höher gelegenen, schmäleren Galerie für Kinder und Arme; diese war kostenlos für die ärmeren Gottesdienstbesucher. Die Reihen der Kirchenbänke auf dem Fußbodenniveau des Raumes waren in der Art eines Amphitheaters ansteigend angeordnet.  Nach anderen Angaben fasste die Kirche 2.260 Menschen und zu Weihnachten fast 5.000.
Die Kanzel war einem Rednerpult in der Bodleian Library nachgebildet. Der Kirchenraum soll über eine hervorragende Akustik verfügt haben.
Für den Bauplatz war eine Ground Rent von 80 Pfund im Jahr an die City of London als Grundstückseigentümerin zu zahlen. Der Bau hatte 10.000 Pfund gekostet.